# Cyclosa ginnaga
Cyclosa ginnaga Yaginuma, 1959 è un ragno appartenente alla famiglia Araneidae.

## Etimologia
Il nome proprio della specie deriva dal sostantivo giapponese ginnagashi che significa argenteo, argentato, ad indicare il colore delle femmine di questa specie

## Caratteristiche
Gli esemplari femminili raccolti sono di dimensioni: cefalotorace lungo 1,73-2,38mm, largo 1,22-1,66mm; opistosoma lungo 3,33-7,75mm, largo 1,43-2,50mm.

## Distribuzione
La specie è stata reperita in Corea, Cina, Giappone e Taiwan: le principali località giapponesi sono: Ogawaguchi-Tado, nella prefettura di Wakayama; Tagata-gun nella prefettura di Shizuoka; Kiwacho, nella prefettura di Mie.

## Tassonomia
Al 2013 non sono note sottospecie e dal 2011 non sono stati esaminati nuovi esemplari.